# Scheloribates bicuspidatus
Scheloribates bicuspidatus är en kvalsterart som beskrevs av Kardar 1976. Scheloribates bicuspidatus ingår i släktet Scheloribates och familjen Scheloribatidae. Inga underarter finns listade i Catalogue of Life.